# 555 Norma
555 Norma este un asteroid din centura principală, descoperit pe 14 ianuarie 1905, de Max Wolf.